# Strajk łódzkich tramwajarzy w 1957 roku
Strajk łódzkich tramwajarzy w 1957 roku – strajk tramwajarzy, który miał miejsce w Łodzi od 12 do 14 sierpnia 1957 roku.

## Geneza strajku
Łódzcy tramwajarze przed II wojną światową należeli do robotniczej elity miasta. Ich zarobki odpowiadały zarobkom na stanowisku majstra w fabryce. Po wojnie sytuacja finansowa tej grupy zawodowej diametralnie zmieniła się na niekorzyść, Utracili przywileje socjalne (gratyfikacje jubileuszowe, dodatki za wysługę lat, deputaty węglowe), zlikwidowano m.in. ich niezależną kasę zapomogowo-emerytalną, a warunki pracy pogorszyły się. Sygnałem niezadowolenia ze zmian po wojnie był, szybko stłumiony przez władze, strajk 23 maja 1946 roku. W kolejnych latach zmniejszał się poziom dochodów (np. w 1956 roku płace łódzkich motorniczych wzrosły średnio o 13%, a pracowników umysłowych o 42%) i był niższy niż w innych miastach, w których działała komunikacja tramwajowa (w Łodzi po reformie walutowej 1950 roku zarobki oscylowały w granicach 300–400 zł, a np. w Szczecinie motorniczy otrzymywał 750 zł). Ponadto relacje pomiędzy zarobkami robotników, konduktorów, motorniczych i kontrolerów były niewłaściwe.

## Strajk
Do kolejnego protestu doszło na fali odwilży październikowej 1956 roku. Łódzcy tramwajarze powtórnie wystąpili z postulatami ekonomicznymi. Pierwszym przejawem nasilającego się niezadowolenia była odmowa wyjazdu motorniczych z zajezdni 21 kwietnia 1957 roku. W czerwcu pracownicy przedstawili żądania płacowe dyrektorowi łódzkiego MPK, Czesławowi Wawrzyńskiemu, który nie konsultując się z Ministerstwem Gospodarki Komunalnej, obiecał je spełnić od września lub października. 5 sierpnia w zajezdni przy ul. Tramwajowej miał miejsce wiec załogi MPK, na którym dowiedzieli się, że nie otrzymają podwyżki płac. Ponadto protestujący robotnicy domagali się przywrócenia do pracy osób zwolnionych w związku z udziałem w strajku w roku 1946. Towarzysze z Komitetu Łódzkiego Polskiej Zjednoczonej Partii Robotniczej, pod wpływem niezadowolenia protestujących, złożyli mało wiarygodną obietnicę podwyżek mających nastąpić na jesieni. Tego samego dnia doszło do kolejnego wiecu, podczas którego żądano podania konkretnego terminu podwyżek oraz zdecydowano o zwołaniu zebrania pracowników służby ruchu MPK na godz. 23:00 11 sierpnia. Zgodnie z kolejnym komunikatem władz partyjnych, do 30 października miały wzrosnąć płace, lecz mimo to większość łódzkich tramwajarzy, w tym liczni członkowie PZPR, opowiedziała się za strajkiem. Władza nie była jednak skłonna do kompromisu – od 10 sierpnia zastępca komendanta MO w Łodzi, mjr Piotr Kukuła, zarządził stan „wzmożonej czujności”. Uaktywniono agentów w MPK, wprowadzono podsłuch telefoniczny, obserwację zewnętrzną oraz kontrolę korespondencji.
W nocy z 11 na 12 sierpnia 1957 roku odbyło się spotkanie tramwajarzy ze wszystkich zajezdni (ok. 1200 pracowników – 25% zatrudnionych). Dyrektor MPK ogłosił podwyżki, jednak ani on, ani przedstawiciele KŁ PZPR i Rady Narodowej w Łodzi nie zagwarantowali ich na piśmie. Przed godziną 9:00 komunikacja tramwajowa w Łodzi stanęła – strajkujący okupowali wszystkie zajezdnie. Władze miasta usiłowały uruchomić komunikację zastępczą w postaci 400 ciężarówek pozyskanych z zakładów pracy. Transport w Łodzi był jednak nadal całkowicie zdezorganizowany.
12 sierpnia rząd ogłosił podniesienie płac m.in. pracowników tramwajów miejskich, a do Łodzi w południe przyjechał Stanisław Sroka (wiceminister Ministerstwa Gospodarki Komunalnej), który spotkał się z władzami miasta i organizacją partyjną w MPK, informując, że podwyżki płac będą zrealizowane od 1 października. Minister nie określił jednak ich wysokości. Jednocześnie próbowano znaleźć sposób spacyfikowania strajku i gromadzono siły: ściągnięto oddziały ZOMO z Częstochowy, Kalisza, Piotrkowa Trybunalskiego, Radomia i Starachowic – łącznie 290 funkcjonariuszy. Sprowadzono 8. Samodzielny Batalion KBW, wzmocniony żołnierzami z brygad i pułków KBW, które stacjonowały w Górze Kalwarii, Katowicach, Kielcach i Łowiczu. Do Łodzi przyjechało łącznie 1672 żołnierzy. Razem z siłami łódzkimi władza dysponowała 3377 milicjantami i żołnierzami (nie licząc funkcjonariuszy SB). Oprócz tego w gotowości była tzw. milicja robotnicza. W tym samym czasie na terenie zajezdni przy ul. Dąbrowskiego nastąpiła nieudana próba przerwania strajku. 55 funkcjonariuszy MO chciało umożliwić wyjazd kilkunastu tramwajom obsługiwanym przez aktyw PZPR. Milicja użyła gazów łzawiących a strajkujący kamieni. Następnego dnia (13 sierpnia) tramwajarze, którzy należeli do PZPR oraz związku zawodowego pracowników komunalnych potępili strajk, zapowiedzieli przystąpienie do pracy, a w odezwie „Do tramwajarzy łódzkich” napisali, że strajk jest atakiem na władzę ludową i nie ma podłoża ekonomicznego. Atmosferę niechęci do strajkujących podsycały również media. Przekonywano, że tramwajarze protestują wyłącznie przeciwko władzy, a nie z powodu dramatycznych warunków bytowych i pracowniczych. W tym samym dniu tramwajarze należący do PZPR próbowali wyjechać składami z zajezdni przy ul. Tramwajowej oraz ul. Dąbrowskiego – w odpowiedzi strajkujący blokowali wyjazd składów kładąc się na torach. Jako komunikację zastępczą wprowadzono kolejne 100 ciężarówek z zakładów pracy oraz 200 samochodów wojskowych.
Strajk wzbudził zainteresowanie zagranicznych dziennikarzy. W Łodzi pojawili się przedstawiciele zachodnich agencji prasowych Agence France Presse, United Press International oraz Reutersa. Informacje o strajku wraz ze zdjęciami ukazały się w „The Times”, „Le Monde” oraz europejskich edycjach amerykańskich gazet: „The New York Times” i „New York Herald Tribune”.

## Stłumienie strajku i konsekwencje
Późnym wieczorem 13 sierpnia 1957 roku Komitet Łódzki PZPR otrzymał zgodę najwyższych władz Polskiej Rzeczypospolitej Ludowej na siłowe stłumienie strajku. O godz. 23:00 Komitet Porządku Publicznego podjął decyzję o opanowaniu zajezdni przy ul. Tramwajowej przez 500 osób z milicji robotniczej (aktyw z łódzkich zakładów pracy) i 120 funkcjonariuszy MO, a zajezdni przy ul. Dąbrowskiego przez 400 osób milicji robotniczej i 120 z MO. Zajęte miały też być zajezdnie na Brusie, Chocianowicach i Helenówku. Po północy, o godzinie 2:00, nastąpił szturm na zajezdnie i pacyfikacja strajkujących. Podczas akcji aresztowano 500 osób, a pozostałych zmuszono do wyjazdu na trasy. Rankiem 14 sierpnia 1957 roku z zajezdni wyjechały na ulice prawie wszystkie składy. Były one eskortowane przez milicjantów (za każdym motorniczym stało dwóch milicjantów, inni stali na pomostach w obydwu wagonach).
Po stłumieniu strajku KŁ PZPR i Rada Narodowa w Łodzi uznała, że niepokoje wywołała „grupa jednostek wichrzycielskich, która wdarła się w szeregi zdrowej załogi tramwajarzy” i „pod płaszczykiem żądań ekonomicznych dążyła do wywołania strajku powszechnego w Łodzi”. Potępiono szeregowych członków partii w MPK za bierną postawę lub poparcie strajku, odwołano I sekretarza PZPR w MPK i zawieszono 28 członków partii, zwolniono dyrektora Czesława Wawrzyńskiego oraz rozwiązano Radę Robotniczą. Postanowiono zwolnić 70 osób, w tym 9 w trybie natychmiastowym. Żaden z postulatów strajkujących nie został spełniony. Po strajku nastąpiły zwolnienia z pracy, aresztowania oraz procesy sądowe zakończone wyrokami karnymi.
17 sierpnia 1957 roku, podczas akademii zorganizowanej w Krakowie z okazji 20. rocznicy strajków chłopskich, I sekretarz Komitetu Centralnego Polskiej Zjednoczonej Partii Robotniczej – Władysław Gomułka nazywał strajk tramwajarzy „dzikim”, a uczestników „warchołami, nie liczącymi się z realiami gospodarczymi w Polsce”. Stwierdził też, że „strajk wywołało 10 procent tramwajarzy, którzy dali posłuch grupie warchołów”.
Aresztowano czterech inspiratorów strajku, a dwóch objęto dozorem milicyjnym. 2 września 1957 „Głos Robotniczy” przedstawił aresztowanych jako kryminalistów. W październiku przed sądem stanęło pięciu byłych pracowników MPK, oskarżonych o to, że 13 sierpnia położyli się na torach tramwajowych, uniemożliwiając wyjazd motorniczemu. Oskarżonych skazano na trzymiesięczne areszty, jednego na grzywnę, a jednego uniewinniono.
Strajk i wynikające z niego represje, które dotknęły ponad 500 osób, były na tyle traumatycznym przeżyciem dla tramwajarzy, że nie przystąpili oni do dużej fali strajków w Łodzi w lutym 1971 roku. Kolejny duży protest tej grupy zawodowej rozpoczął się 26 sierpnia 1980 roku i trwał do podpisania porozumień sierpniowych.